# Groszek różnolistny
Groszek różnolistny (Lathyrus heterophyllus L.) – gatunek rośliny z rodziny bobowatych. Występuje w Europie.
W Polsce jest gatunkiem bardzo rzadkim; do 2015 roku uznawany za wymarły; odnaleziony został w Nadleśnictwie Strzałowo w Puszczy Piskiej.

## Morfologia

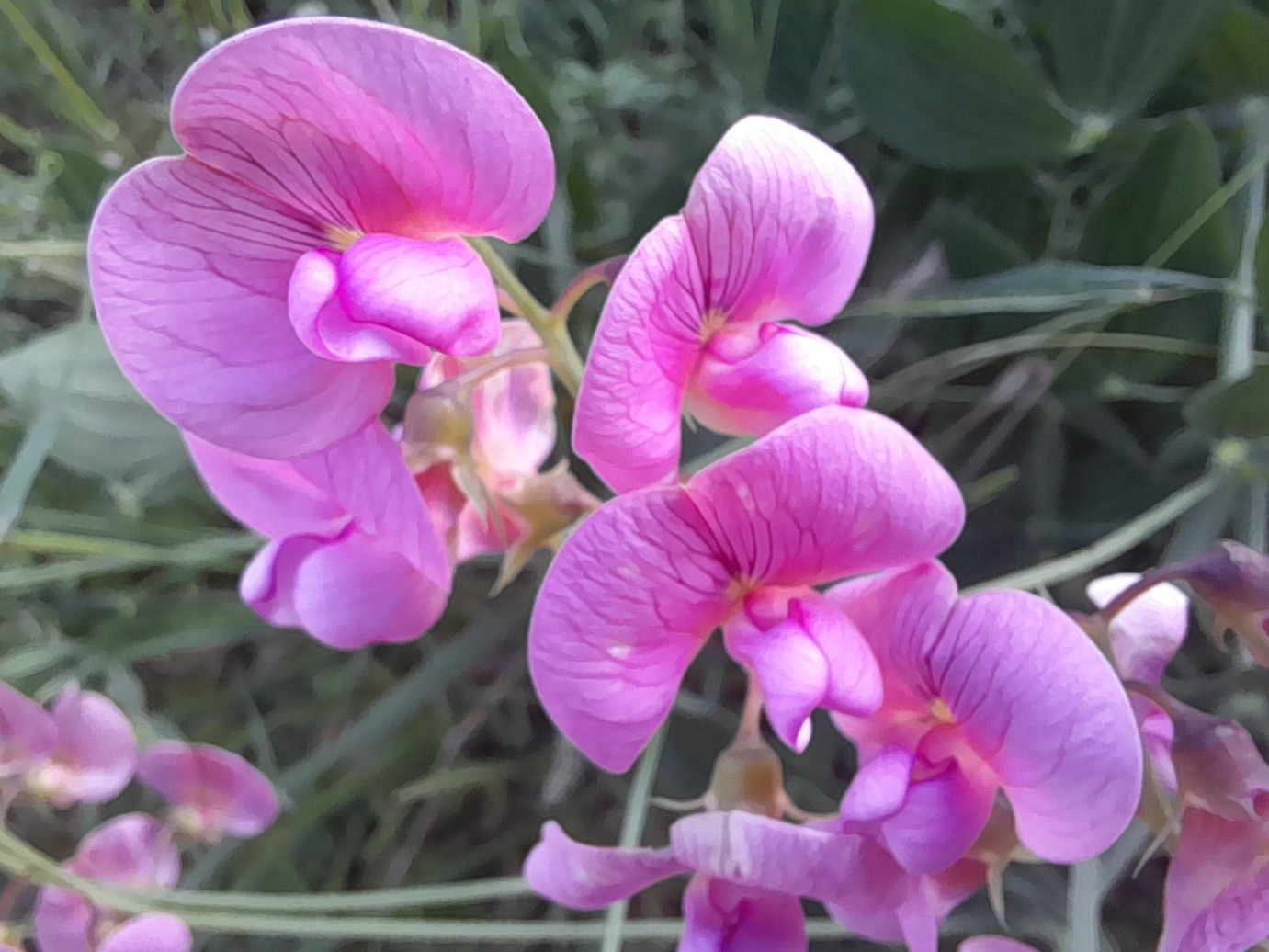
Kwiaty

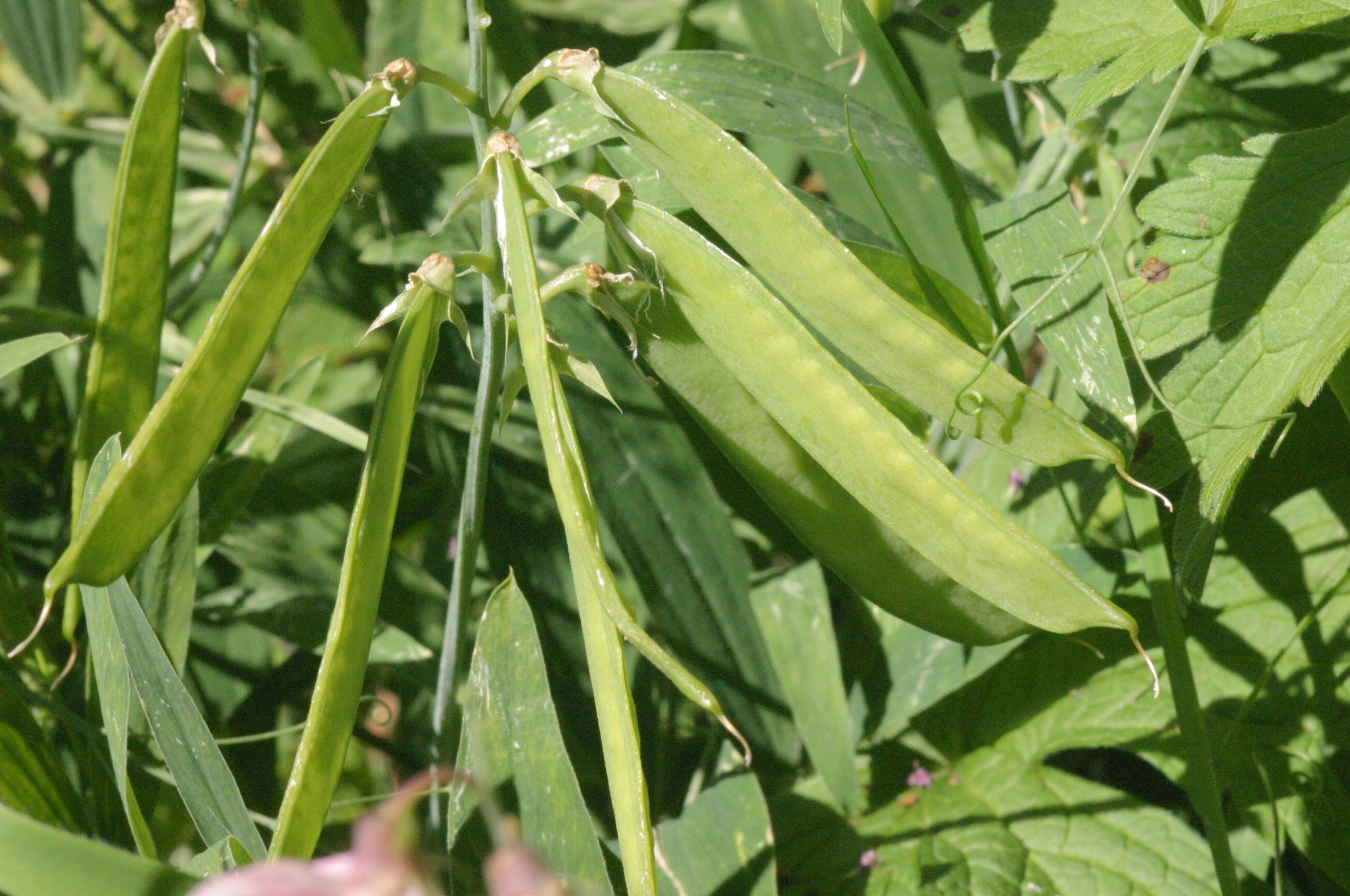
Owoce

ŁodygaO długości 1-3 m, oskrzydlona, szarozielona, naga.
LiścieDolne liście z jedną parą listków. Liście średnie i górne z dwiema-trzema parami listków. Listki lancetowate, zwężone ku nasadzie i szczytowi. Przylistki duże, podłużnie jajowate, szerokości oskrzydlonej łodygi. Ogonki liściowe oskrzydlone tak szeroko, jak łodyga (co najmniej 4 mm szerokości). Osadka liścia zakończona wąsem.
KwiatyPurpurowe, o długości 12-22 mm, zebrane w co najmniej trzykwiatowy kwiatostan.
OwocNagi strąk. Nasiona ze znaczkiem otaczającym trzecią część ich obwodu.
Gatunek podobnyGroszek leśny L. sylvestris różni się m.in. liśćmi składającymi się z jednej pary listków i z ogonkiem znacznie węższym od łodygi.

## Biologia i ekologia
Bylina, hemikryptofit. Kwitnie od lipca do sierpnia. Rośnie w lasach i zaroślach. Liczba chromosomów 2n =14. Gatunek charakterystyczny ciepłolubnych zbiorowisk okrajkowych z klasy Trifolio-Geranietea sanguinei.

## Zagrożenia i ochrona
Roślina umieszczona na polskiej czerwonej liście w kategorii CR (krytycznie zagrożony). Znajduje się także w czerwonej księdze gatunków zagrożonych w kategorii LC (najmniejszej troski).